# Őrtilos
Őrtilos é um município da Hungria, situado no condado de Somogy. Tem 21,12 km² de área e sua população em 2019 foi estimada em 460 habitantes.